# Marcel Delattre
Marcel Delattre (* 17. November 1939 in Puteaux) ist ein ehemaliger französischer Radrennfahrer und Weltmeister.
1960 wurde Marcel Delattre in Leipzig Amateur-Weltmeister in der Einerverfolgung. Im Jahr darauf belegte er bei der Bahn-WM in Bern den dritten Platz in derselben Disziplin. 1964 wurde er Französischer Meister in der Verfolgung.
Ebenfalls 1960 nahm Delattre an den Olympischen Spielen in Rom teil und belegte mit dem französischen Bahn-Vierer (Jacques Suire, Guy Claud und Michel Nédélec) Platz vier in der Mannschaftsverfolgung. 